# Кажи ми добър ден
Кажи ми добър ден е максисингъл на българската поп и кънтри певица Росица Кирилова, издаден от „Балкантон“ през 1987 г. на 12-инчова плоча с каталожен номер ВТС 12203. Максисингълът съдържа две песни и по един инструментал на всяка една от тях.